# Л’Иль-Журден (Жер)
Л’Иль-Журде́н (фр. L'Isle-Jourdain ; окситанский : L'Isla de Baish) — коммуна во Франции, находится в регионе Юг — Пиренеи. Департамент — Жер. Административный центр кантона Л’Иль-Журден. Округ коммуны — Ош.
Код INSEE коммуны — 32160.

## География

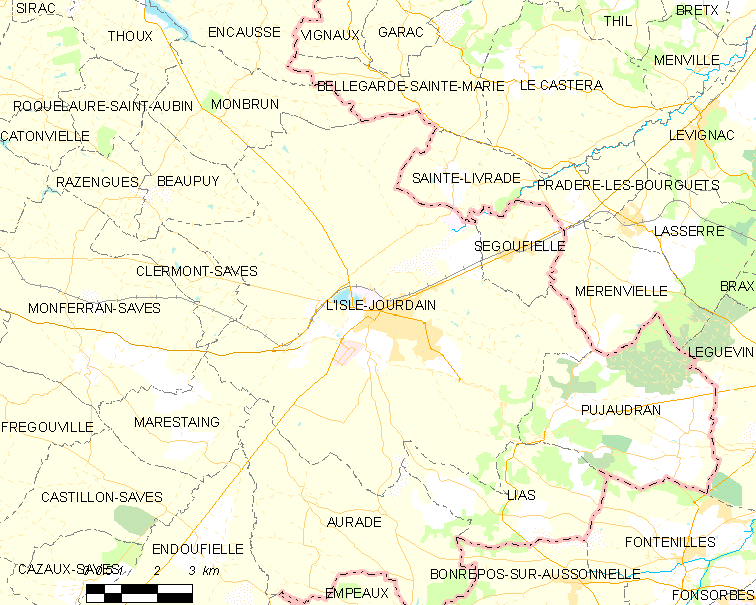
Карта коммуны

Коммуна расположена приблизительно в 600 км к югу от Парижа, в 30 км западнее Тулузы, в 45 км к востоку от Оша.
По территории коммуны протекает река Сав.

## Климат
Климат умеренно-океанический. Лето жаркое и немного дождливое, температура часто превышает 35 °С. Зимой часто бывает отрицательная температура и ночные заморозки. Годовое количество осадков — 700—900 мм.

## Население
Население коммуны на 2010 год составляло 7336 человек.
| 1962 | 1968 | 1975 | 1982 | 1990 | 1999 | 2010 |
| ---- | ---- | ---- | ---- | ---- | ---- | ---- |
| 3675 | 4002 | 4195 | 4358 | 5029 | 5557 | 7336 |

## Администрация
| Период | Период | Фамилия           | Партия                  | Примечания |
| ------ | ------ | ----------------- | ----------------------- | ---------- |
| 1944   | 1953   | Жозеф Дельё       |                         |            |
| 1953   | 1977   | Мариус Шампистрон |                         |            |
| 1977   | 1995   | Мишель Жирарди    | Социалистическая партия |            |
| 1995   | 2001   | Луи Эгобер        |                         |            |
| 2001   | 2014   | Ален Турне        | Социалистическая партия |            |
| 2014   | 2020   | Франсис Идрак     | Социалистическая партия |            |

## Экономика
В 2010 году среди 4637 человек трудоспособного возраста (15-64 лет) 3634 были экономически активными, 1003 — неактивными (показатель активности — 78,4 %, в 1999 году было 74,4 %). Из 3634 активных жителей работали 3296 человек (1731 мужчина и 1565 женщин), безработных было 338 (137 мужчин и 201 женщина). Среди 1003 неактивных 357 человек были учениками или студентами, 328 — пенсионерами, 318 были неактивными по другим причинам.

## Достопримечательности
- Коллегиальная церковь Св. Мартина (XVIII век). Исторический памятник с 1979 года[4]
- Крытый рынок (1819 год). Исторический памятник с 1975 года[5]
- Дом Клода Оже[фр.] (1905 год). Исторический памятник с 1992 года[6]

## Города-побратимы
- Карбальо (Испания)
- Мотта-ди-Ливенца (Италия)

## Фотогалерея

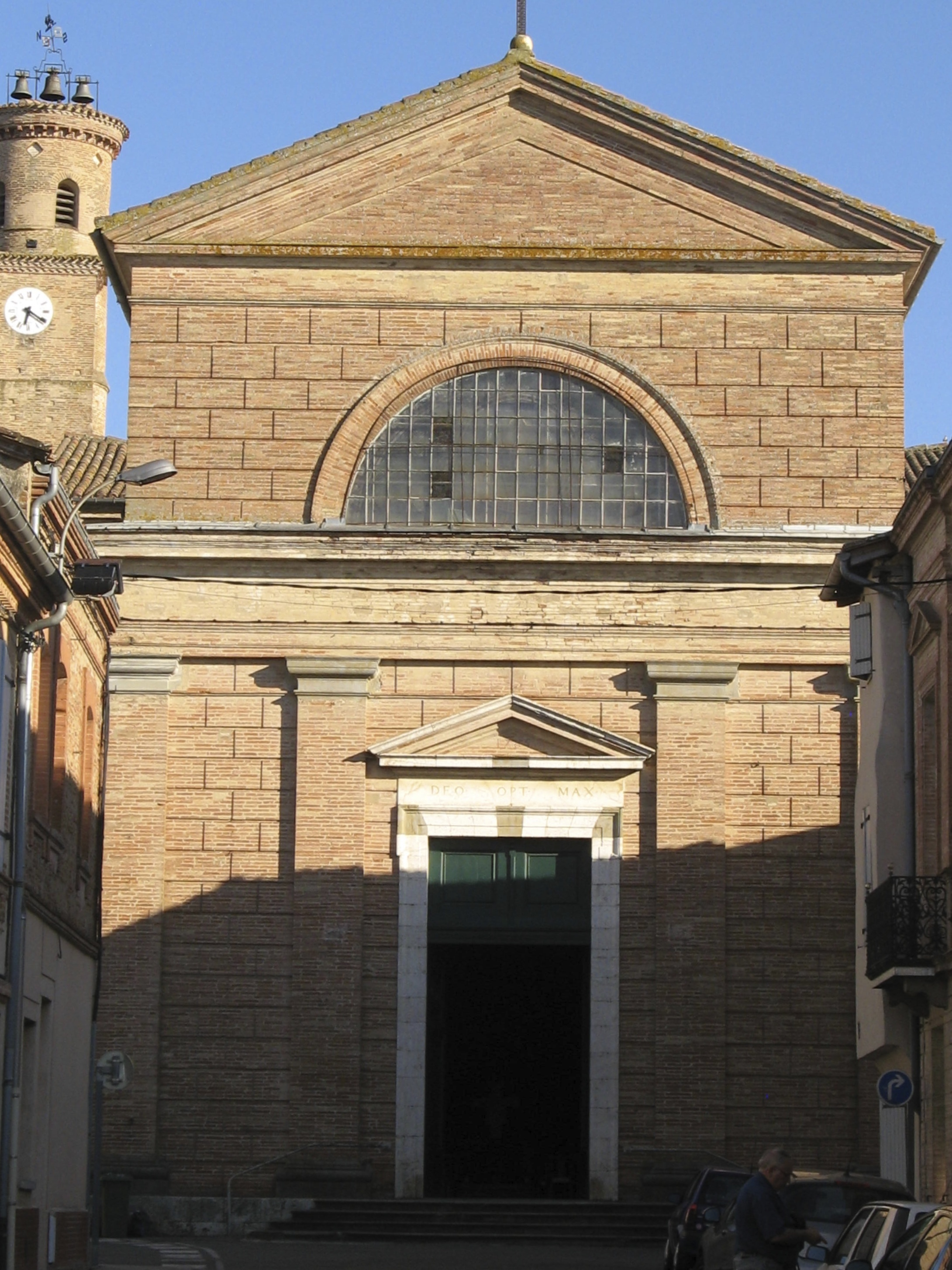
Церковь Св. Мартина
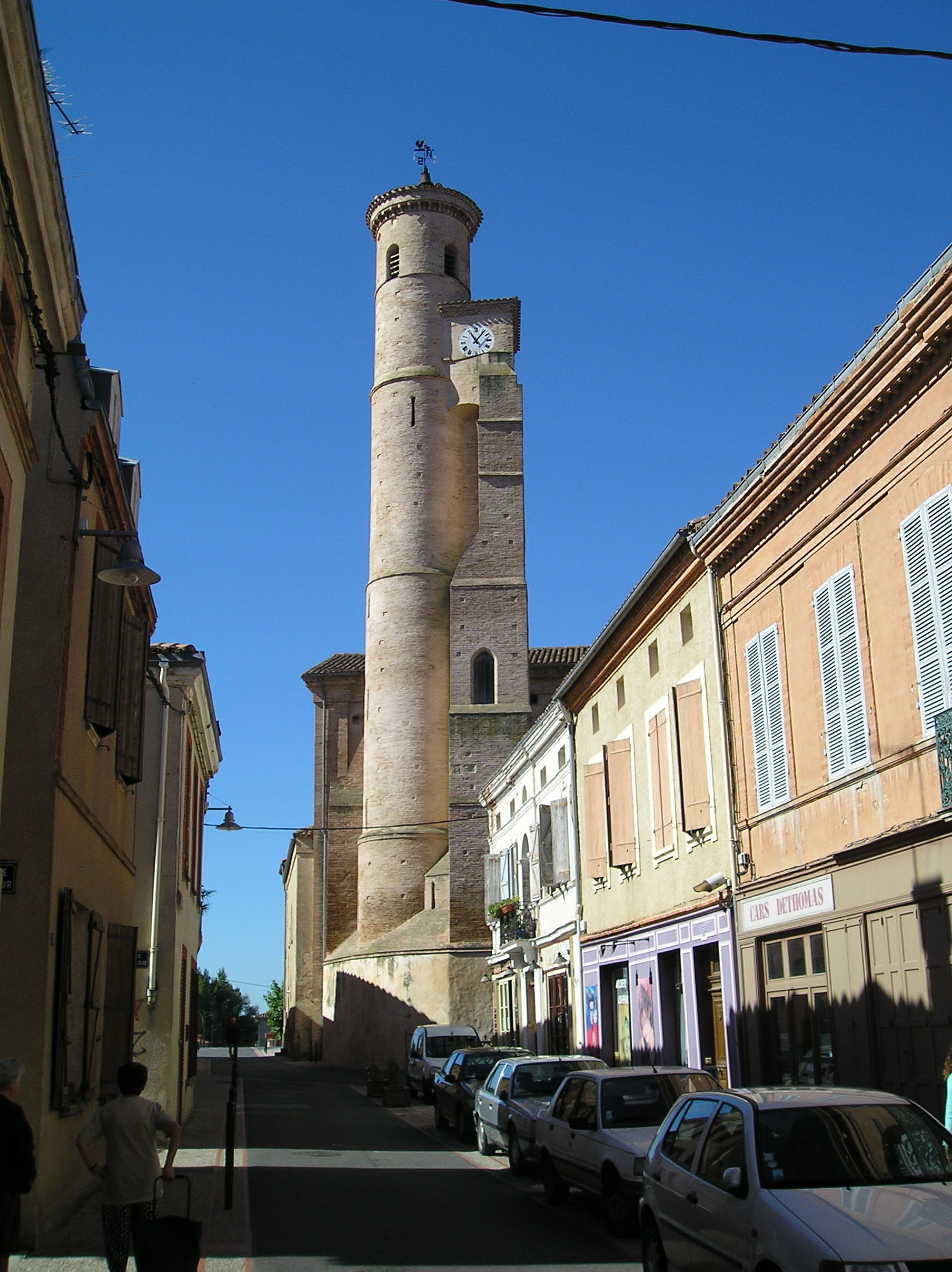
Колокольня церкви Св. Мартина
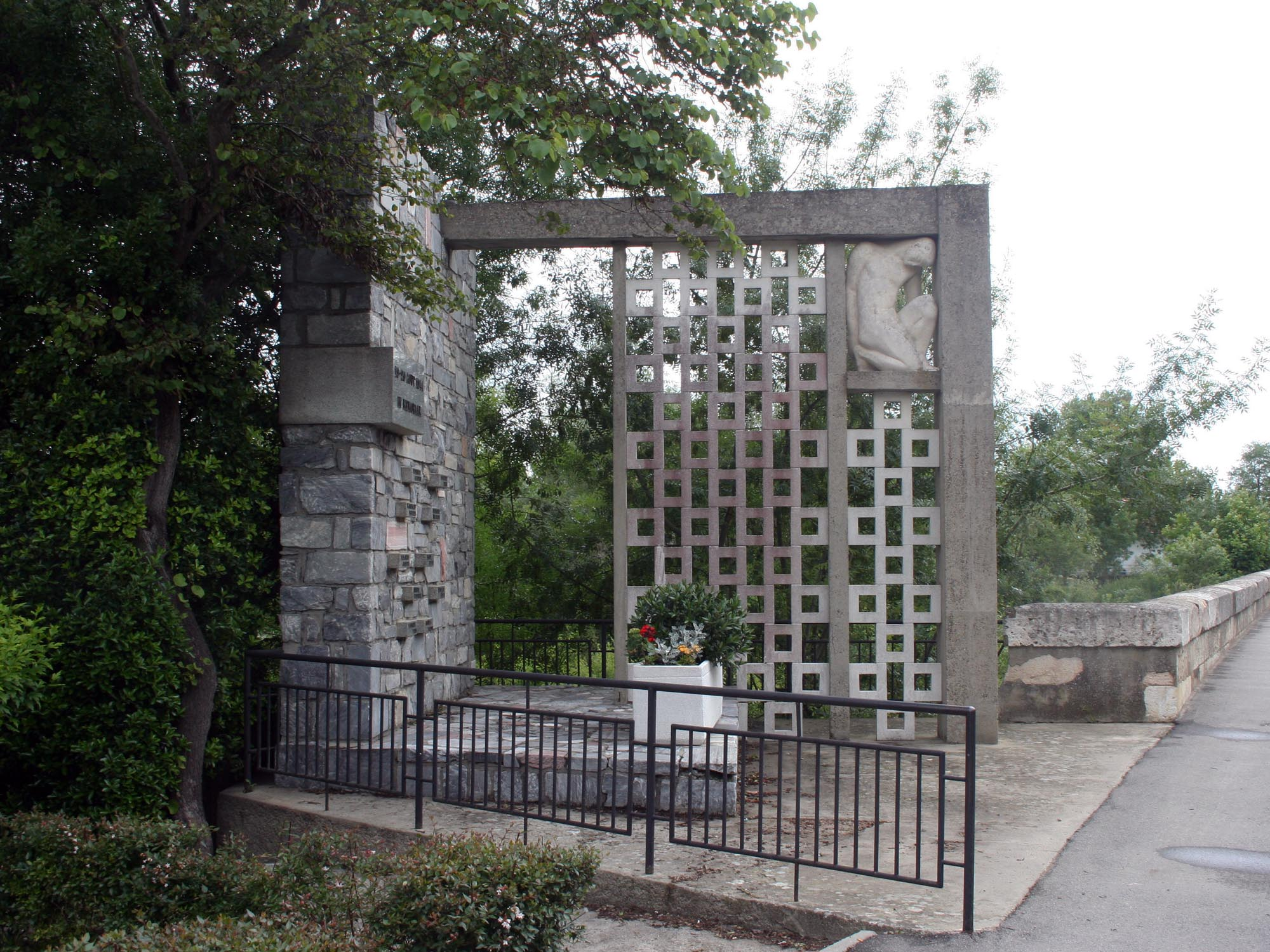
Военный мемориал
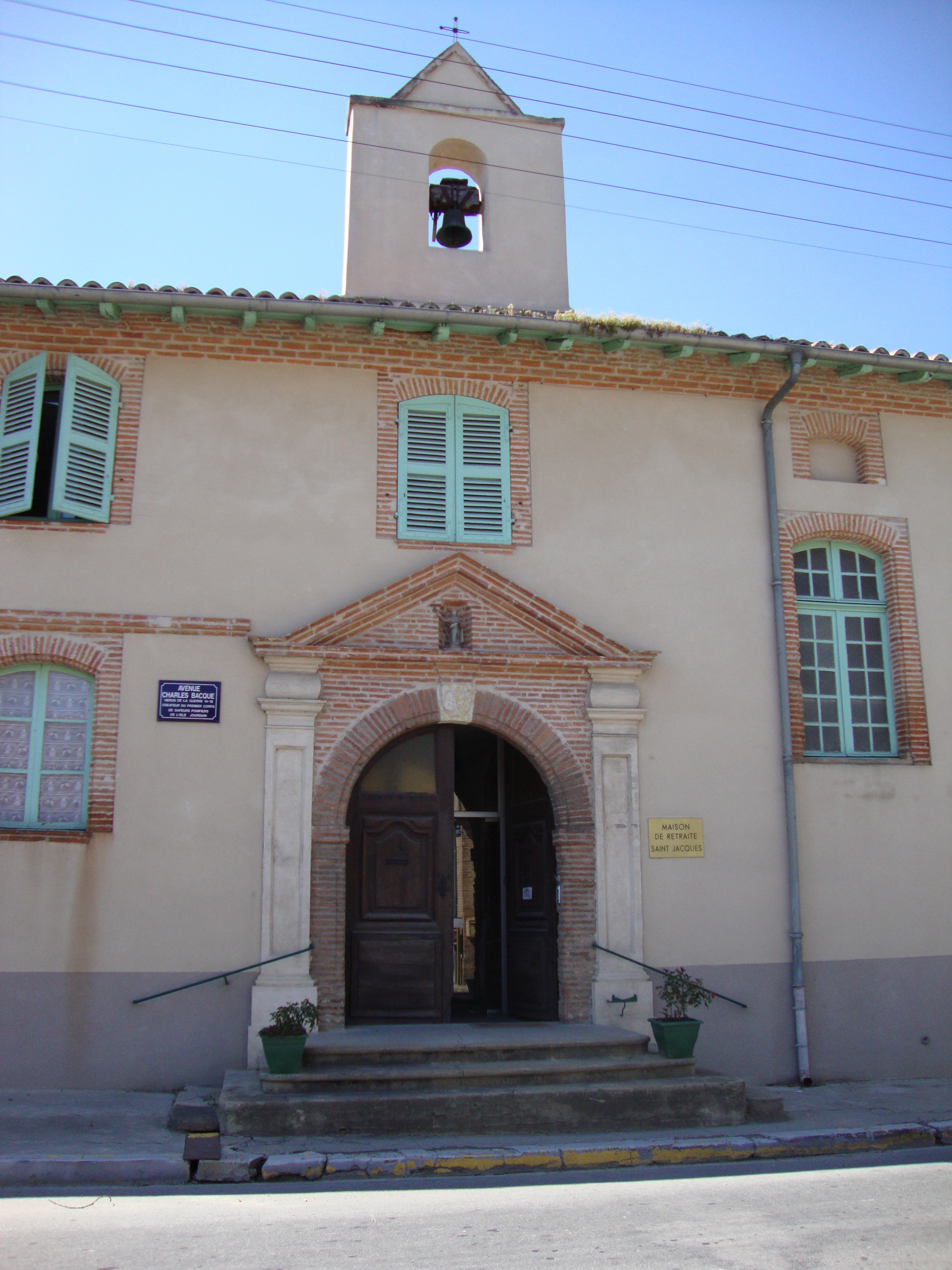
Бывший госпиталь Св. Иакова
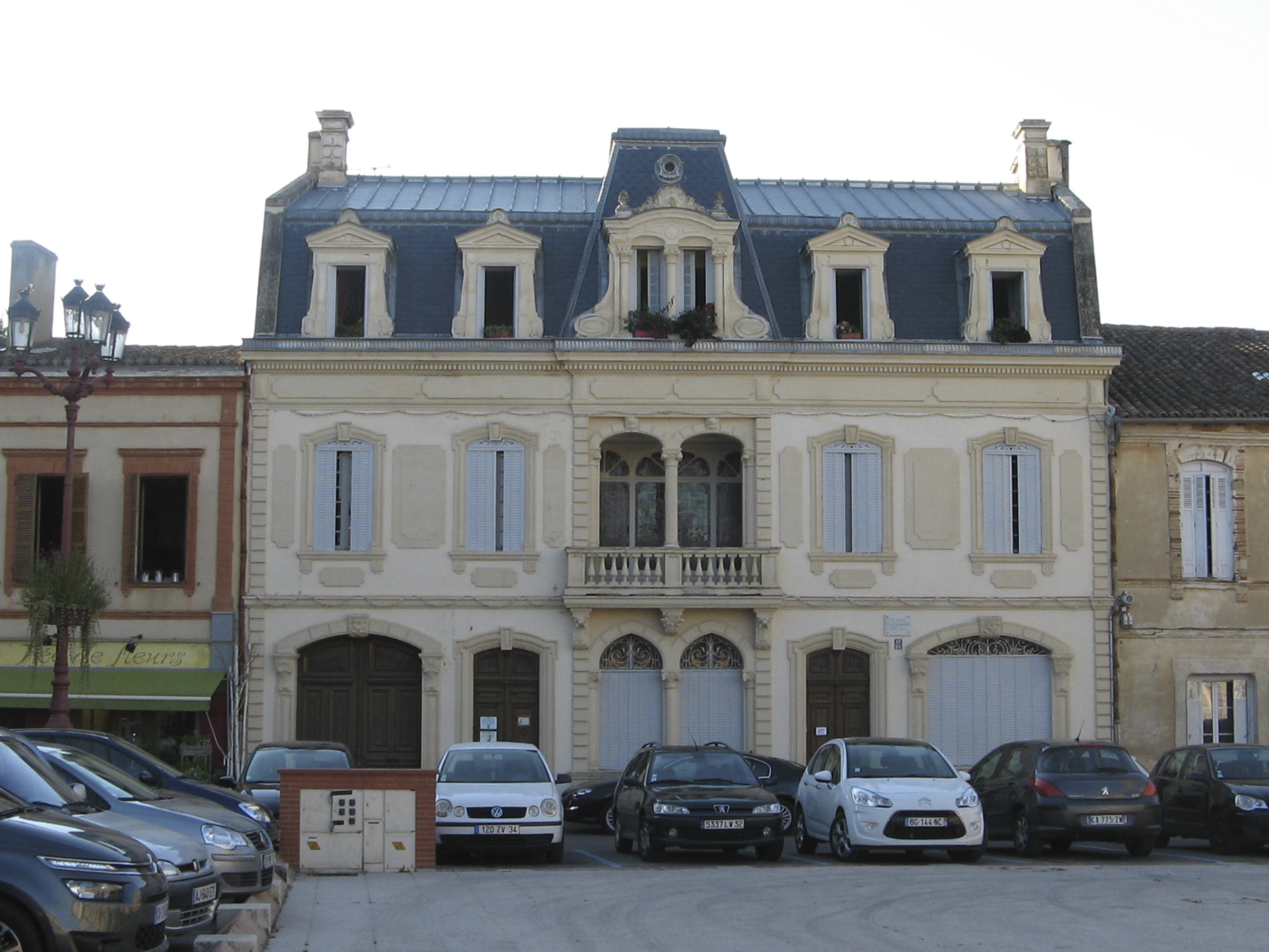
Дом Клода Оже
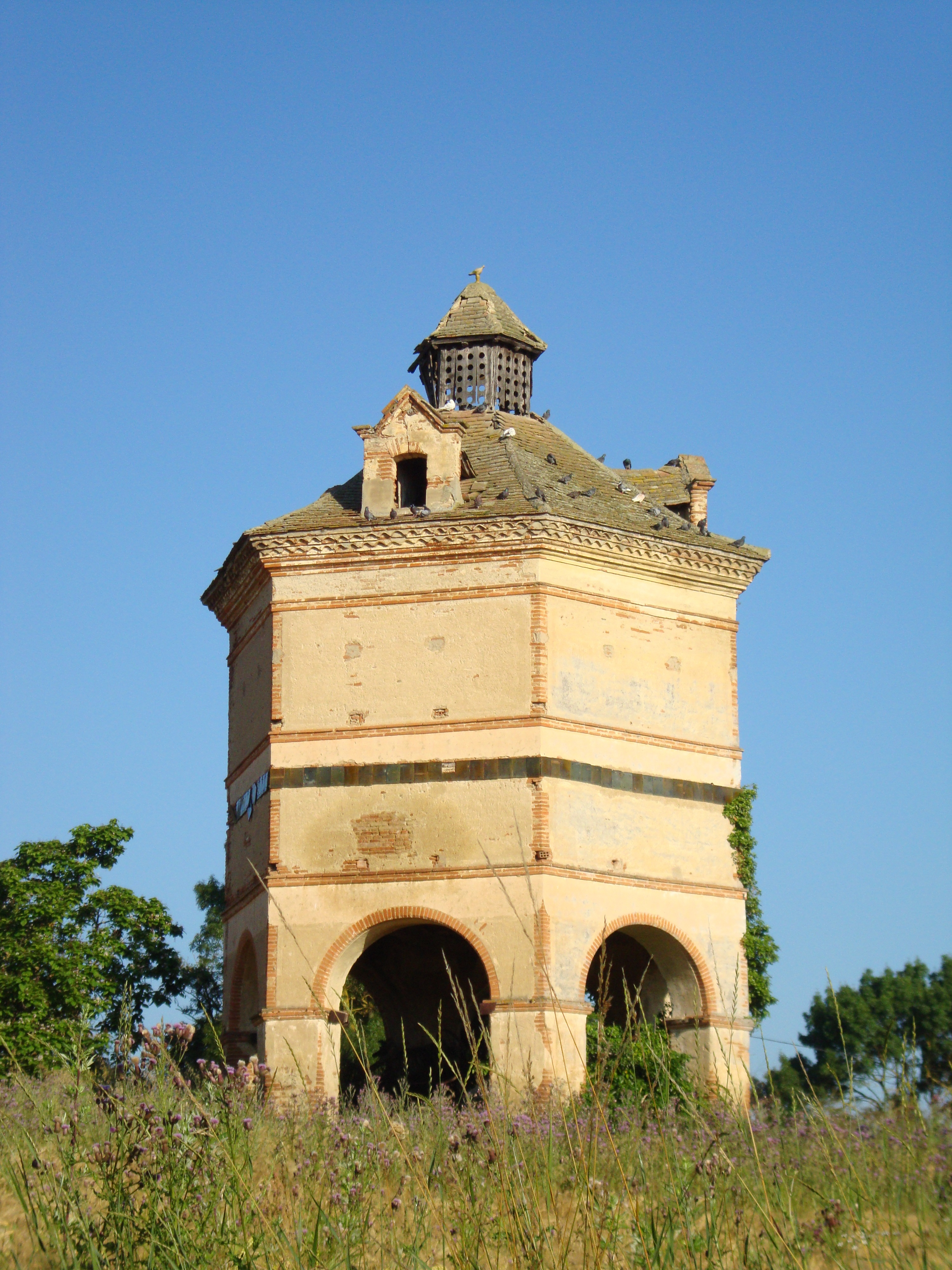
Башня-голубятня
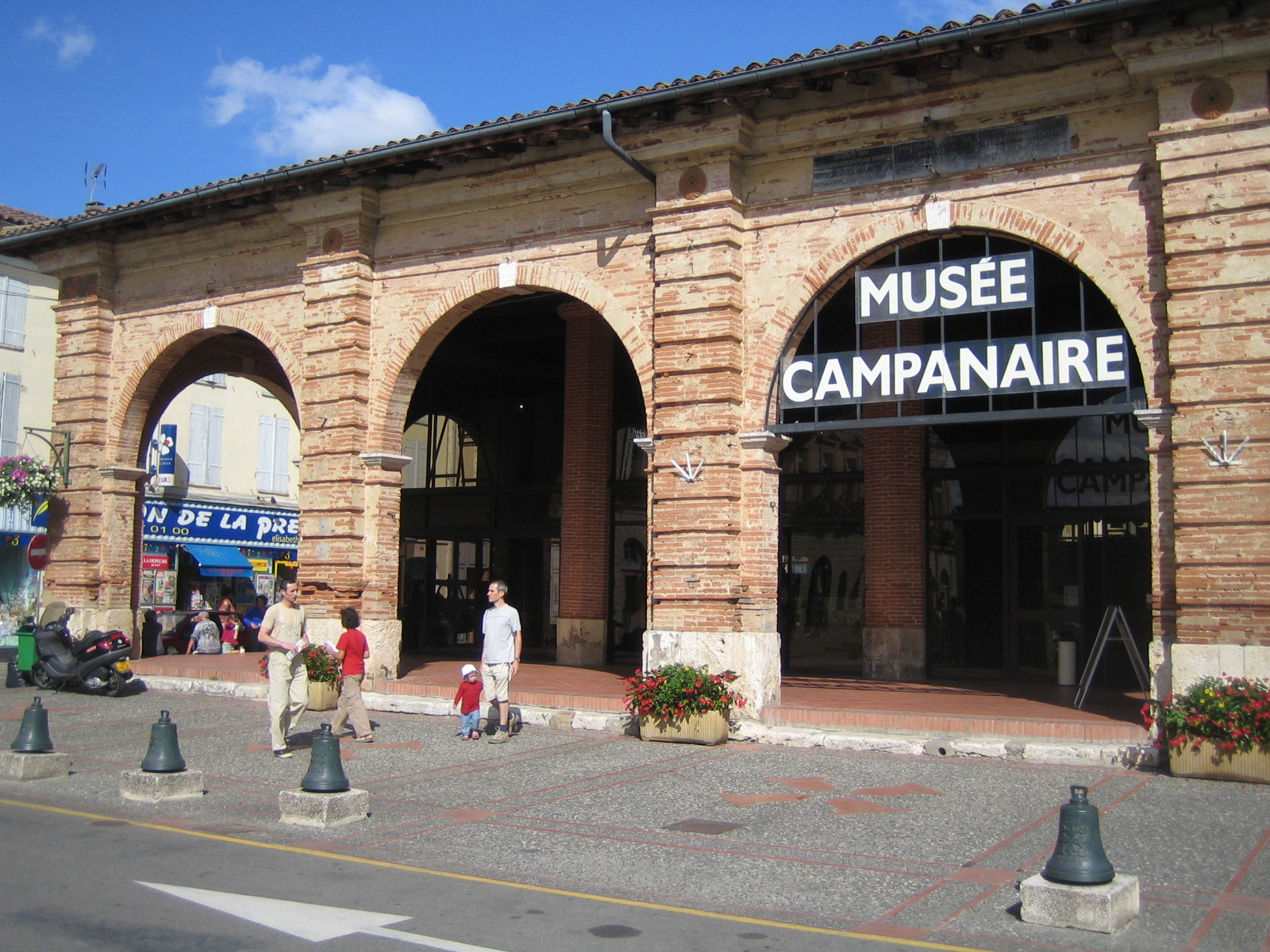
Музей колоколов
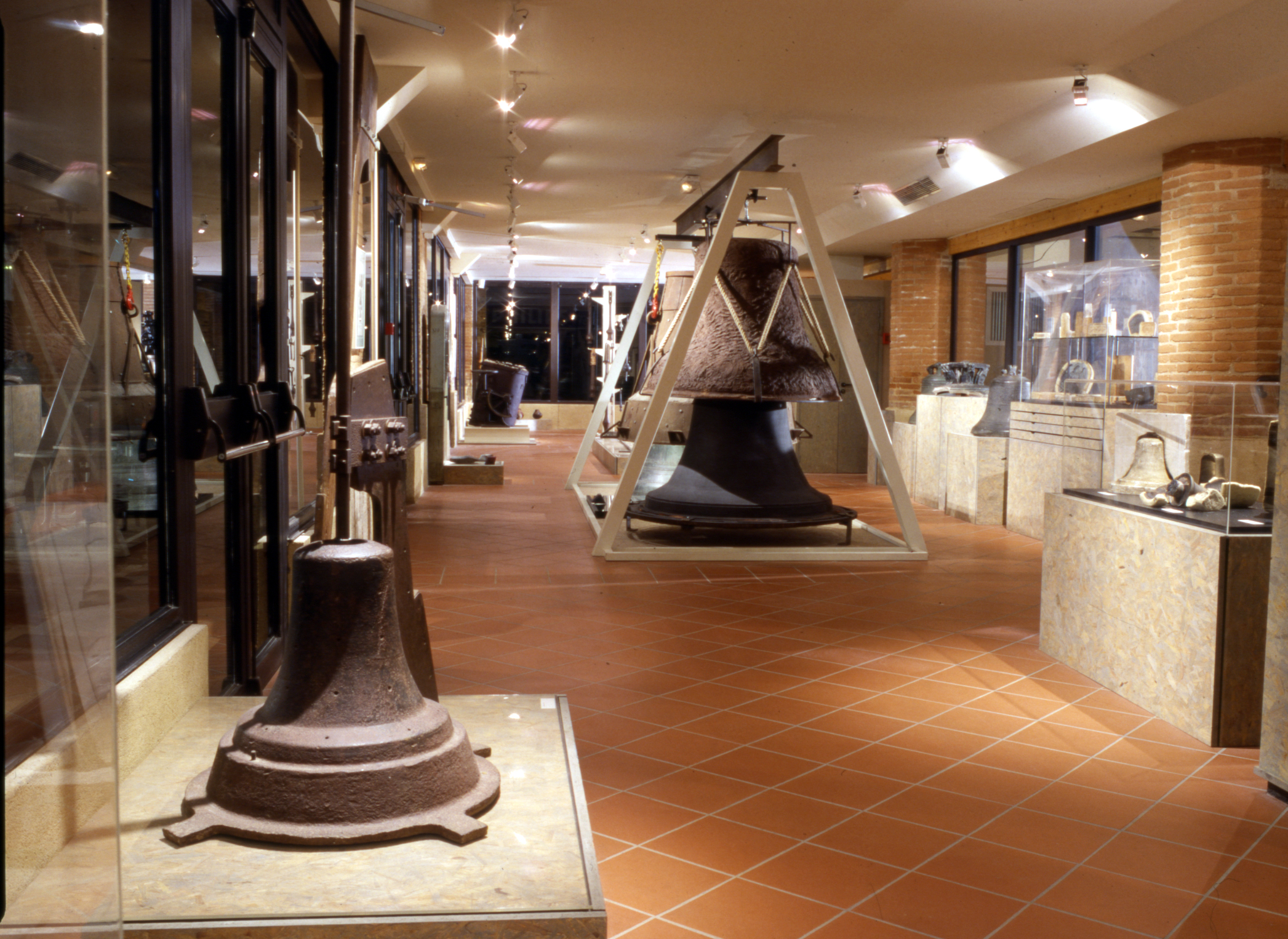
Музей колоколов
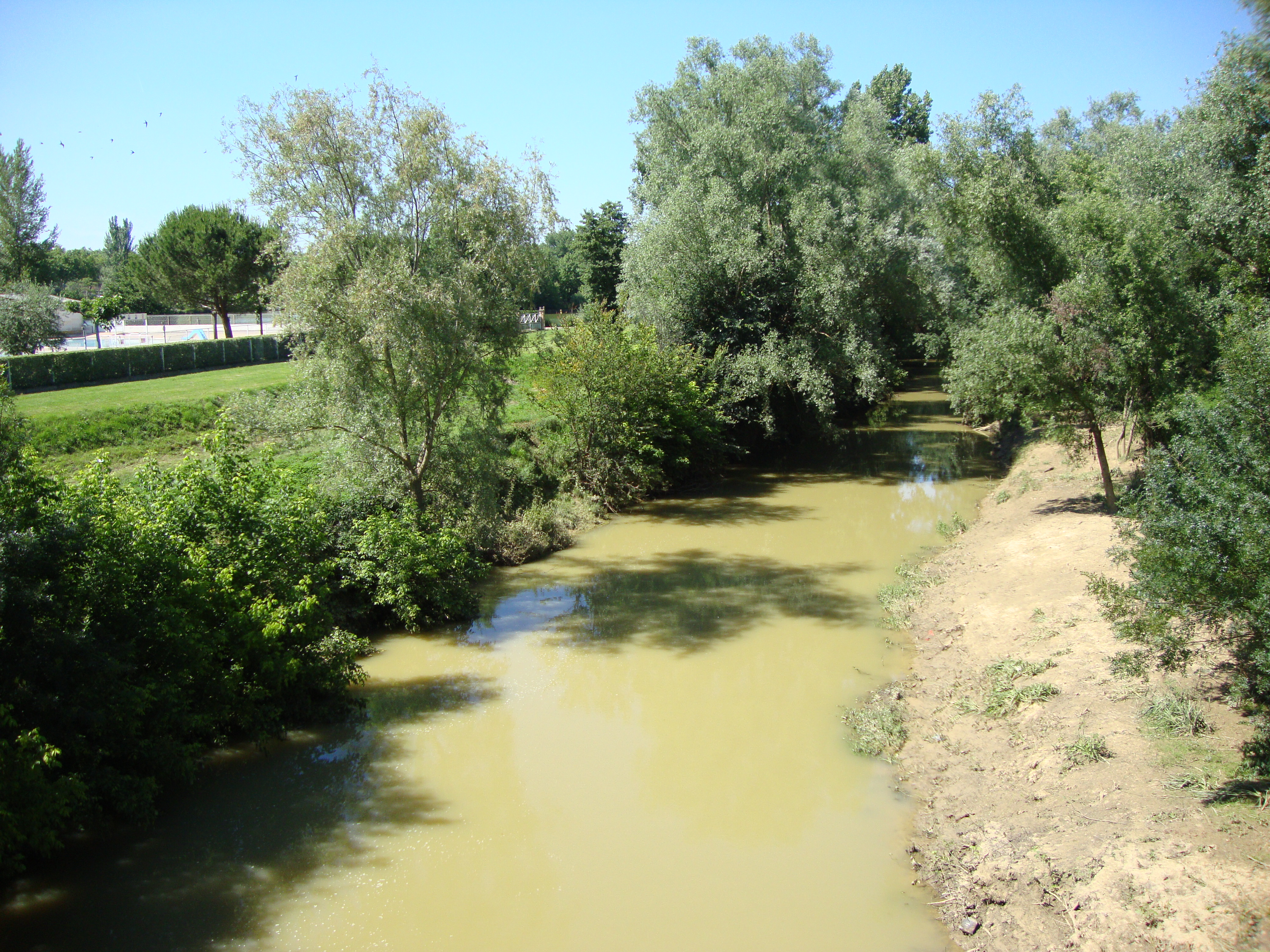
Река Сав
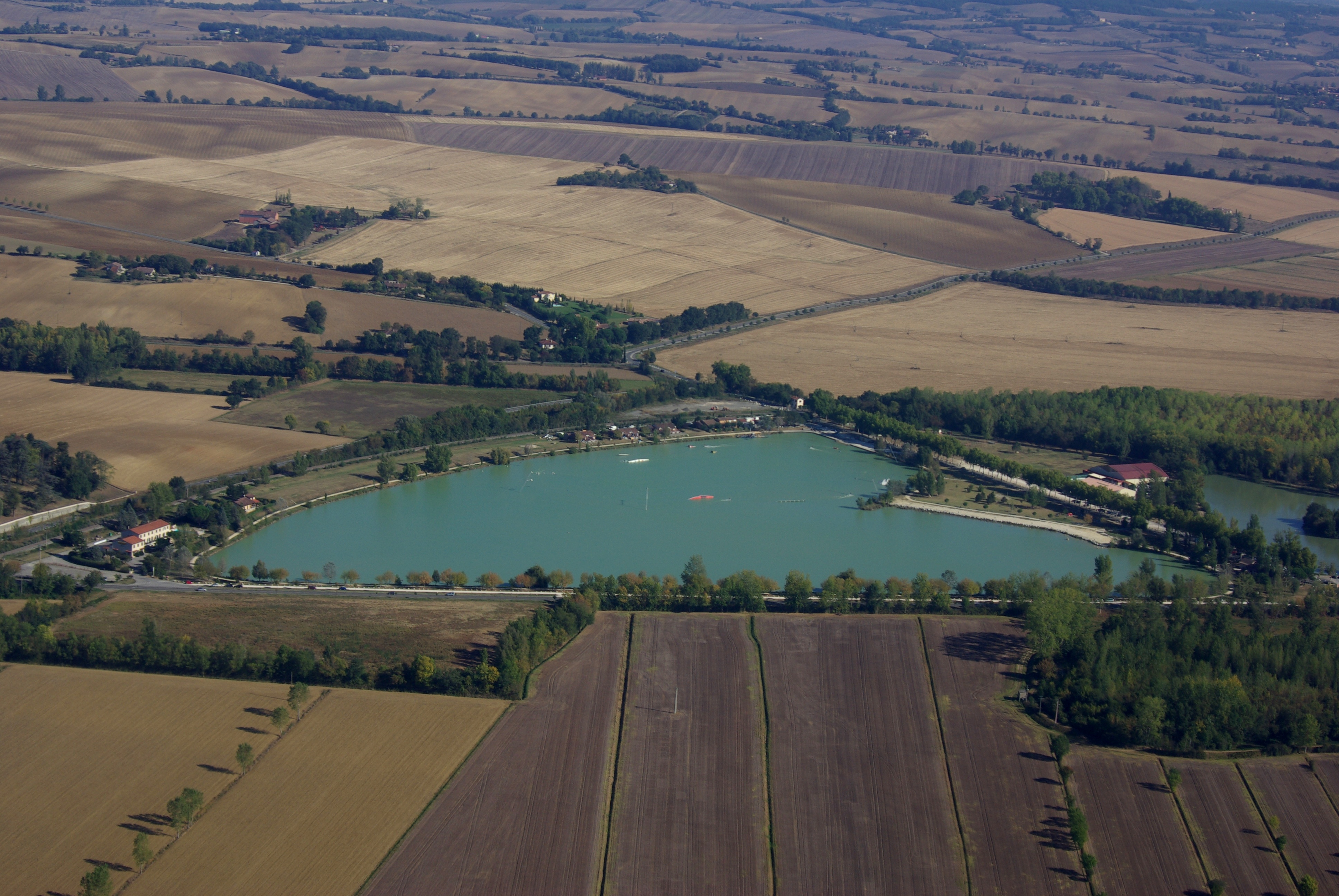
Озеро Л’Иль-Журден